# 劳恩斯特罗夫
劳恩斯特罗夫（法語：Launstroff，法語發音：[launstʁɔf]；洛林法兰克语：Launschtroff、Launschtrëf）是法国摩泽尔省的一个市镇，位于该省北部偏西，和德国接壤，属于蒂永维尔区。

## 地理
劳恩斯特罗夫（49°26'19"N, 6°29'49"E）面积7.81 平方千米，位于法国大東部大區摩泽尔省，该省份为法国东北部内陆省份，是洛林的一部分，西南接默尔特-摩泽尔省，东临下莱茵省，北与卢森堡和德国接壤。
与劳恩斯特罗夫接壤的市镇（或旧市镇、城区）包括：雷默兰、瓦尔德维斯、芒德伦-里灿。
劳恩斯特罗夫的时区为UTC+01:00、UTC+02:00（夏令时）。

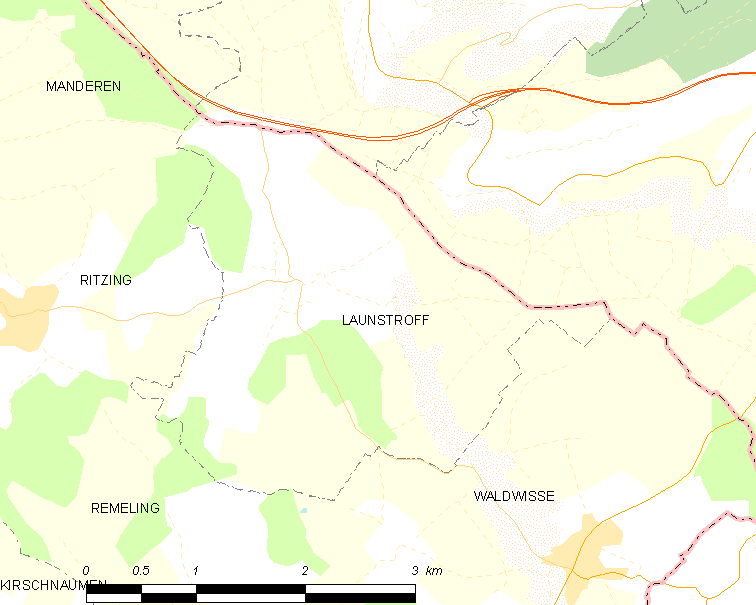
劳恩斯特罗夫的OSM定位图

## 行政
劳恩斯特罗夫的邮政编码为57480，INSEE市镇编码为57388。

## 政治
劳恩斯特罗夫所属的省级选区为布宗维尔县。

## 交通
摩泽尔省省道D64线经过境内。

## 人口

1962-2008年间劳恩斯特罗夫人口变化图示

劳恩斯特罗夫于2022年1月1日时的人口数量为241人。